# 候景
もしかして
- 侯景

ではありませんか？